# Stanisław Koprowicz
Stanisław Koprowicz (ur. 4 maja 1872 w Jarosławiu, zm. 17 lutego 1918 w Łańcucie), nauczyciel polski, polonista, autor prac z historii literatury polskiej.
Ukończył gimnazjum w Jarosławiu, po czym odbył studia na Uniwersytecie Lwowskim i Jagiellońskim. Pracował jako nauczyciel języka polskiego, łaciny i propedeutyki filozofii w gimnazjach w Jaśle i Podgórzu. Od września 1898 występował oficjalnie jako zastępca nauczyciela, 18 maja 1899 złożył państwowy egzamin nauczycielski; mianowanie na nauczyciela rzeczywistego uzyskał 25 czerwca 1901. W roku szkolnym 1903/1904 uczył w IV Gimnazjum w Krakowie. Rok szkolny 1908/1909 spędził w większości na urlopie zdrowotnym, po czym objął funkcję dyrektora gimnazjum realnego w Łańcucie. Pozostawał dyrektorem tej szkoły do I wojny światowej, kiedy znalazł się w Wiedniu i był tamże organizatorem polskich szkół. W 1917 ponownie objął dyrekcję gimnazjum łańcuckiego.
Ogłosił kilka prac z dziejów literatury polskiej, m.in. Rokosz Jerzego Lubomirskiego w poezji (w sprawozdaniu gimnazjum w Jaśle za rok 1902) i Wychowanie religijno-moralne w szkołach Komisji Edukacji Narodowej (w sprawozdaniu IV Gimnazjum w Krakowie za rok 1905). Na 100-lecie urodzin Juliusza Słowackiego opublikował rozprawę Matka i syn (w sprawozdaniu IV Gimnazjum w Krakowie za lata 1908/1909 oraz w Księdze pamiątkowej ku uczczeniu Słowackiego, tom I, Lwów 1909).
Zapamiętany został jako człowiek o eleganckim stylu bycia, cieszący się dużym autorytetem. Zmarł w Łańcucie 17 lutego 1918, kilka miesięcy po powrocie na stanowisko dyrektora miejscowego gimnazjum.